# Funkzelle
Eine Funkzelle ist der Bereich, in dem das von einer Sendeeinrichtung eines Mobilfunknetzes gesendete Signal empfangen und fehlerfrei decodiert werden kann. Jede Funkzelle hat eine Cell-ID.

## Zellgröße
Die Größe einer Funkzelle ist abhängig von meteorologischen und geografischen Gegebenheiten, Siedlungsstruktur, Vegetation, Aufbauhöhe und Typ der verwendeten Antennen, der Sendeleistung und dem verwendeten Mobilfunkstandard. Die Zellgröße wird durch die Reichweite des Funkssignals begrenzt. Die Zellgröße beträgt nur wenige Meter im Durchmesser für eine UMTS-Femtozelle, etwa 35 km für eine gewöhnliche GSM-Zelle und das doppelte für dünn besiedelte Gebiete (Küstengewässer). Mit einem Zellenradius von bis zu 150 Kilometer weist das European Aviation Network (EAN) wahrscheinlich die größten Funkzellen aller in Betrieb stehender Mobilfunknetze auf (Stand: 2018).
Abhängig vom verwendeten Mobilfunkstandard kann sich die Größe der Funkzelle mit der Auslastung ändern. Man bezeichnet diesen Effekt als Zellatmung.
Bei optimalen Funkbedingungen, wenn Sichtverbindung zwischen Sende- und Empfangsantenne(n) vorhanden ist und die erste Fresnelzone frei von jeglichen Hindernissen ist, wird die maximale Reichweite einer Funkzelle abhängig vom eingesetzten Multiplexverfahren durch einen bestimmten Faktor wesentlich begrenzt:
- Timing Advance bei TDM oder Kombination von TDM und FDM inklusive OFDM zum Beispiel: GSM[1], LTE[2]
- Zellatmung bei CDM zum Beispiel: UMTS[3]

Viele Mobilfunksysteme sind so konfiguriert, dass weit entfernte Mobiltelefone an der Verwendung der Funkzelle gehindert werden. Diese Mobiltelefone sollen näher gelegene Funkzellen verwenden. Damit werden durch Überreichweite ausgelöste Handovers verhindert. Die Erkennung von weit entfernten Mobiltelefone läuft über die Timing Advance. Generell wird aber die maximale Reichweite einer Funkzelle durch die Erdkrümmung begrenzt. Mit der Formel zur Geodätischen Sichtweite lässt sich die durch die Erdkrümmung begrenzte maximale Reichweite einer Funkzelle berechnen.

## Kapazität einer Funkzelle
Die mögliche Kapazität einer Funkzelle hängt wesentlich vom verwendeten Mobilfunkstandard ab und kann zwischen vier gleichzeitigen Gesprächen (in einer Funkzelle nach TETRA-Standard) über sieben gleichzeitige Gespräche (in einer GSM-Funkzelle mit einer genutzten Trägerfrequenz) über circa 98 gleichzeitige Gespräche (in einer UMTS-Funkzelle mit dem üblichen AMR-NB 12.2 kbit/s) bis hin zu 860 gleichzeitigen Gesprächen (technisch bedingtes Maximum in einer GSM-Funkzelle) betragen.

## Überlappung der Funkzellen
Benachbarte Funkzellen, gleich welchen Standards, überlappen sich normalerweise. Dies hat mehrere Gründe:
- Endgeräten, die keine aktive Verbindung zum Netz haben, soll die Möglichkeit gegeben werden, sich bei schlechter werdender Versorgung eine neue Zelle auszuwählen. Den Vorgang der Auswahl einer neuen Funkzelle nennt man cell reselection.
- Endgeräten, die eine aktive Verbindung ins Netz haben, kann zur weiteren Kommunikation vom Netz eine neue Zelle zugewiesen werden, ohne dabei den Kommunikationsvorgang zu unterbrechen. Der Vorgang der unterbrechungsfreien Übergabe einer Kommunikationsverbindung von einer Zelle zu einer anderen wird als Handover bezeichnet.
- Mobilfunknetze werden aus Verfügbarkeitsgründen nach Möglichkeit redundant realisiert. Bei einem Ausfall einer Mobilfunkantennen übernehmen die benachbarten Mobilfunkantennen die Versorgung der ausgefallenen Funkzelle.

## Besondere Mobilfunkantenne

### Vodafone
- die mit den kleinsten Datenvolumen steht in der Nähe von Wiesbaden
- die mit dem größten Datenvolumen steht in der Kölner Innenstadt
- die älteste Vodafone-LTE-Station steht in Oberwiesenthal[8]

## Belege
1. ↑  Archivierte Kopie (Memento des Originals vom 18. August 2018 im Internet Archive)  Info: Der Archivlink wurde automatisch eingesetzt und noch nicht geprüft. Bitte prüfe Original- und Archivlink gemäß Anleitung und entferne dann diesen Hinweis. telecomHall - Parameter Timing Advance (TA)
2. ↑  http://4g5gworld.com/blog/timing-advance-ta-lte 4G 5G World - Timing Advance (TA) in LTE
3. ↑  telecomhall.com (Memento des Originals vom 14. August 2018 im Internet Archive)  Info: Der Archivlink wurde automatisch eingesetzt und noch nicht geprüft. Bitte prüfe Original- und Archivlink gemäß Anleitung und entferne dann diesen Hinweis. telecomHall - What is Ec/Io (and Eb/No)?
4. ↑  ETSI EN 300 392-2 (V3.2.1): Terrestrial Trunked Radio (TETRA); Voice plus Data - Part 2: Air Interface, 09/2007, Hier erhältlich
5. 1 2  3GPP TS 45.001: Physical layer on the radio path; General description; Release 7.8.0. (ZIP/DOC; 805 kB) 23. September 2008, abgerufen am 15. September 2009 (englisch).
6. ↑  https://www.umtsworld.com/technology/wcdma.htm UMTSWorld.com - WCDMA (UMTS)
7. ↑  Nortel Networks: Technical Specifications of the GSM Base Transceiver Station (BTS) 18000. Archiviert vom Original am 13. November 2006; abgerufen am 15. September 2009 (englisch): „Up to 18 TRX in one single cabinet, Up to 3 radio cabinets“  Info: Der Archivlink wurde automatisch eingesetzt und noch nicht geprüft. Bitte prüfe Original- und Archivlink gemäß Anleitung und entferne dann diesen Hinweis.
8. ↑  https://www.golem.de/ abgerufen am 14. Okt. 2024